# كينيث هان
كينيث هان (بالإنجليزية: Kenneth Hahn)‏ هو سياسي أمريكي، ولد في 19 أغسطس 1920 في لوس أنجلوس في الولايات المتحدة، وتوفي في 12 أكتوبر 1997 في إنغليووود في الولايات المتحدة. حزبياً، نشط في الحزب الديمقراطي.